# Stellifer minor
Stellifer minor är en fiskart som först beskrevs av Tschudi, 1846.  Stellifer minor ingår i släktet Stellifer och familjen havsgösfiskar. IUCN kategoriserar arten globalt som livskraftig. Inga underarter finns listade i Catalogue of Life.